# 西経20度線
西経20度線（せいけい20どせん）は、本初子午線面から西へ20度の角度を成す経線である。北極点から北極海、グリーンランド、アイスランド、大西洋、南極海、南極大陸を通過して南極点までを結ぶ。
旧世界（ユーラシアとアフリカ）と新世界（アメリカ）とを分ける線として、西経20度線が用いられることがある。
西経20度線は、東経160度線と共に大円を形成する。
南極大陸では、西経20度線がイギリス領南極地域（イギリスが領有権を主張）とドローニング・モード・ランド（ノルウェーが領有権を主張）の境界になっている。北緯5度線から南緯60度線までが、ラテンアメリカ及びカリブ核兵器禁止条約の東の境界になっている。

## 通過する地域一覧
西経20度線は、北極点から南極点まで南に向かって以下の場所を通っている。
| 地理座標                                             | 国土・領土・領海 | 備考 |
| ---------------------------------------------------- | ---------------- | --- |
| 北緯90度0分 西経20度0分 / 北緯90.000度 西経20.000度  | 北極海           | |
| 北緯81度33分 西経20度0分 / 北緯81.550度 西経20.000度 | グリーンランド   | |
| 北緯78度49分 西経20度0分 / 北緯78.817度 西経20.000度 | Jøkelbugten      | |
| 北緯77度59分 西経20度0分 / 北緯77.983度 西経20.000度 | グリーンランド   | Gamma島、Germania Land                                                                                         |
| 北緯76度55分 西経20度0分 / 北緯76.917度 西経20.000度 | Dove湾           | |
| 北緯76度15分 西経20度0分 / 北緯76.250度 西経20.000度 | グリーンランド   | 本土、Kuhn島、本土                                                                                             |
| 北緯74度16分 西経20度0分 / 北緯74.267度 西経20.000度 | 大西洋           | グリーンランド海                                                                                               |
| 北緯66度2分 西経20度0分 / 北緯66.033度 西経20.000度  | アイスランド     | |
| 北緯63度32分 西経20度0分 / 北緯63.533度 西経20.000度 | 大西洋           | |
| 南緯60度0分 西経20度0分 / 南緯60.000度 西経20.000度  | 南極海           | |
| 南緯73度25分 西経20度0分 / 南緯73.417度 西経20.000度 | 南極大陸         | イギリス領南極地域（ イギリスが領有権を主張）とドローニング・モード・ランド（ ノルウェーが領有権を主張）の境界 |